# Xynobius granulatus
Xynobius granulatus är en stekelart som beskrevs av Van Achterberg 2004. Xynobius granulatus ingår i släktet Xynobius och familjen bracksteklar. Inga underarter finns listade i Catalogue of Life.